# Kleopatra (film, 1963)
Kleopatra je americký historický velkofilm, který natočil v roce 1963 režisér Joseph L. Mankiewicz. Jeho předlohou byla kniha The Life and Times of Cleopatra, kterou napsal Carlo Maria Franzero na motivy skutečných osudů poslední egyptské panovnice Kleopatry VII. Film produkoval Walter Wanger, kameramanem byl Leon Shamroy a hudbu složil Alex North. Film měl ve své době neobvyklou délku 248 minut.
Kleopatra překročila rekord ve výši rozpočtu na film, když stála přes 40 000 000 dolarů. Společnost 20th Century Fox se kvůli výrobním nákladům dostala do finančních těžkostí.
Natáčení probíhalo v římském studiu Cinecittà a trvalo téměř tři roky. Značný mediální ohlas měl bouřlivý milostný vztah mezi představiteli hlavních rolí Elizabeth Taylorovou (Kleopatra) a Richardem Burtonem (Marcus Antonius).
Premiéra se konala v New Yorku 12. června 1963. Film byl nominován na Oscara v devíti kategoriích a získal čtyři sošky: nejlepší barevná výprava, nejlepší barevná kamera, nejlepší kostýmy a nejlepší vizuální efekty.

## Obsazení
| Elizabeth Taylorová | Kleopatra       |
| Richard Burton      | Marcus Antonius |
| Rex Harrison        | Julius Caesar   |
| Roddy McDowall      | Octavianus      |
| Kenneth Haigh       | Brutus          |
| Martin Landau       | Rufio           |
| George Cole         | Flavius         |
| Hume Cronyn         | Sósigenes       |
| Richard O'Sullivan  | Ptolemaios      |
| Gwen Watford        | Calpurnia       |